# Kirinia climene
Kirinia climene is een vlinder uit de onderfamilie Satyrinae van de familie Nymphalidae (aurelia's). De wetenschappelijke naam is voor het eerst geldig gepubliceerd in 1783 door Eugen Johann Christoph Esper.
De soort komt voor in Europa.